# Rococo
Rococo（ロココ）は香川県高松市出身の双子姉妹、aiko（モリアイコ、姉）とnaoko（ナオコ、妹）（共に1979年1月17日 - ）によるユニット。テイクワン所属。血液型はO型。
歌手、テレビ、ラジオ、イベントと様々な分野で活動している。

## 主な出演作

### 映画
- キョロちゃん夢ファンタジーシアター（エンゼル姫）

### テレビ
- NHK歌謡コンサート

### CM
- 八木研現代仏壇ギャラリー

### ラジオ
- Rococo the night
- ROCO RADI（2006年-、FMサン、FM高松）
- Delicious!(FM香川)aikoのみ

## CD

### シングル
- 「パラメーター」
- 「時の迷子」
- 「ピエロの宅配便」
- 「優華／花風歌」
- 「太陽になれ」
- 「指圧でハッピー」
- 「さぬきピッピup」
- 「[arigato]」
- 「First Christmas」

### アルバム
- 「ROCOCO」